# Спенсер (Массачусетс)
Спенсер (англ. Spencer) — місто (англ. town) в США, в окрузі Вустер штату Массачусетс. Населення — 11 992 особи (2020).

## Демографія
Згідно з переписом 2010 року, у місті мешкало 11 688 осіб у 4744 домогосподарствах у складі 3145 родин. Було 5295 помешкань
Расовий склад населення:
| - 96,2 % — білих - 0,7 % — азіатів - 0,6 % — чорних або афроамериканців - 0,2 % — корінних американців - 0,1 % — вихідців з тихоокеанських островів |

До двох чи більше рас належало 1,2 %. Частка іспаномовних становила 2,9 % від усіх жителів.
За віковим діапазоном населення розподілялося таким чином: 21,3 % — особи молодші 18 років, 64,5 % — особи у віці 18—64 років, 14,2 % — особи у віці 65 років та старші. Медіана віку мешканця становила 41,7 року. На 100 осіб жіночої статі у місті припадало 99,5 чоловіків;  на 100 жінок у віці від 18 років та старших — 96,8 чоловіків також старших 18 років.
Середній дохід на одне домашнє господарство  становив 72 811 долар США (медіана — 65 386), а середній дохід на одну сім'ю — 86 379 доларів (медіана — 81 721). Медіана доходів становила 53 028 доларів для чоловіків та 42 427 доларів для жінок. За межею бідності перебувало 12,2 % осіб, у тому числі 18,4 % дітей у віці до 18 років та 11,5 % осіб у віці 65 років та старших.
Цивільне працевлаштоване населення становило 6171 особа. Основні галузі зайнятості: освіта, охорона здоров'я та соціальна допомога — 29,8 %, виробництво — 14,9 %, роздрібна торгівля — 12,1 %.